# Скањело
Скањело (итал. Scagnello) је насеље у Италији у округу Кунео, региону Пијемонт.
Према процени из 2011. у насељу је живело 209 становника. Насеље се налази на надморској висини од 743 м.

## Становништво
Према резултатима пописа становништва 2011. у општини је живело 207 становника.
| 1931. | 1936. | 1951. | 1961. | 1971. | 1981. | 1991. | 2001. | 2011. |
| ----- | ----- | ----- | ----- | ----- | ----- | ----- | ----- | ----- |
| 532   | 521   | 449   | 323   | 227   | 214   | 220   | 209   | 207   |